# Ларищево (станция)
Ларищево (бел. Ларышчава) — железнодорожная станция в Гомельском районе Гомельской области Беларуси. Располагается на однопутной тепловозной линии Брянск — Гомель неподалеку от деревни Головинцы между станциями
Добруш и Берёзки. В границах станции находится платформа Дударево. Станция возникла в 1887 при строительстве линии Брянск-Гомель.

## Расписание движения

### Поезда дальнего следования
На станции останавливаются один из проходящих по линии Брянск-Гомель поездов дальнего следования.
| Номер | Маршрут движения | Отправление |
| ----- | ---------------- | ----------- |
| 067   | Саратов — Брест  | 23:13       |

## Пригородные поезда
Пригородные поезда связывают Ларищево с Гомелем, Добрушем.